# Shadowboxing
Lo Shadowboxing (anche scritto Shadow Boxing o Shadow-Boxing), in italiano: pugilato a vuoto (o più comunemente vuoto) è un esercizio fondamentale della boxe e più in generale di tutti gli sport da combattimento. Durante il vuoto il combattente esegue tutte le normali tecniche della sua disciplina indirizzandole verso un ipotetico avversario immaginario. 
Si tratta di un esercizio virtualmente insostituibile per i seguenti motivi: 
- non è necessario avvalersi di un avversario (è un esercizio individuale), anche se è sempre possibile farlo in coppia;
- non richiede alcun attrezzo;
- può essere eseguito da molti atleti contemporaneamente anche in una piccola palestra;
- permette di provare le mosse prima di un incontro;
- è un ottimo modo per riscaldare tutto il corpo;
- può altresì essere impiegato come defaticamento.

Questo esercizio si può fare inserendo moltissime varianti: la più comune è quella di eseguirlo di fronte ad uno specchio, in modo da potersi autocorreggere; in alternativa si possono indossare pesi alle caviglie, legare le stesse (per condizionarsi a non allargare troppo le gambe), afferrare dei pesi leggeri con le mani, eccetera.